# شتکوا (کانزاس)
شتکوا (به انگلیسی: Chautauqua) شهری در ایالت کانزاس کشور ایالات متحده آمریکا است که جمعیت آن در سرشماری سال ۲۰۱۰ میلادی، ۱۱۱ نفر بوده‌است.